# Żółty Schron
Żółty Schron – jaskinia, a właściwie schronisko, w Dolinie Kościeliskiej w Tatrach Zachodnich. Wejście do niej znajduje się w Wąwozie Kraków, w południowym zboczu Saturna, w pobliżu Żółtej Dziury, Dwuotworowej Szczeliny i Szczeliny w Ratuszu, na wysokości 1270 metrów n.p.m. Długość jaskini wynosi 4,5 metrów, a jej deniwelacja 1,9 metrów.

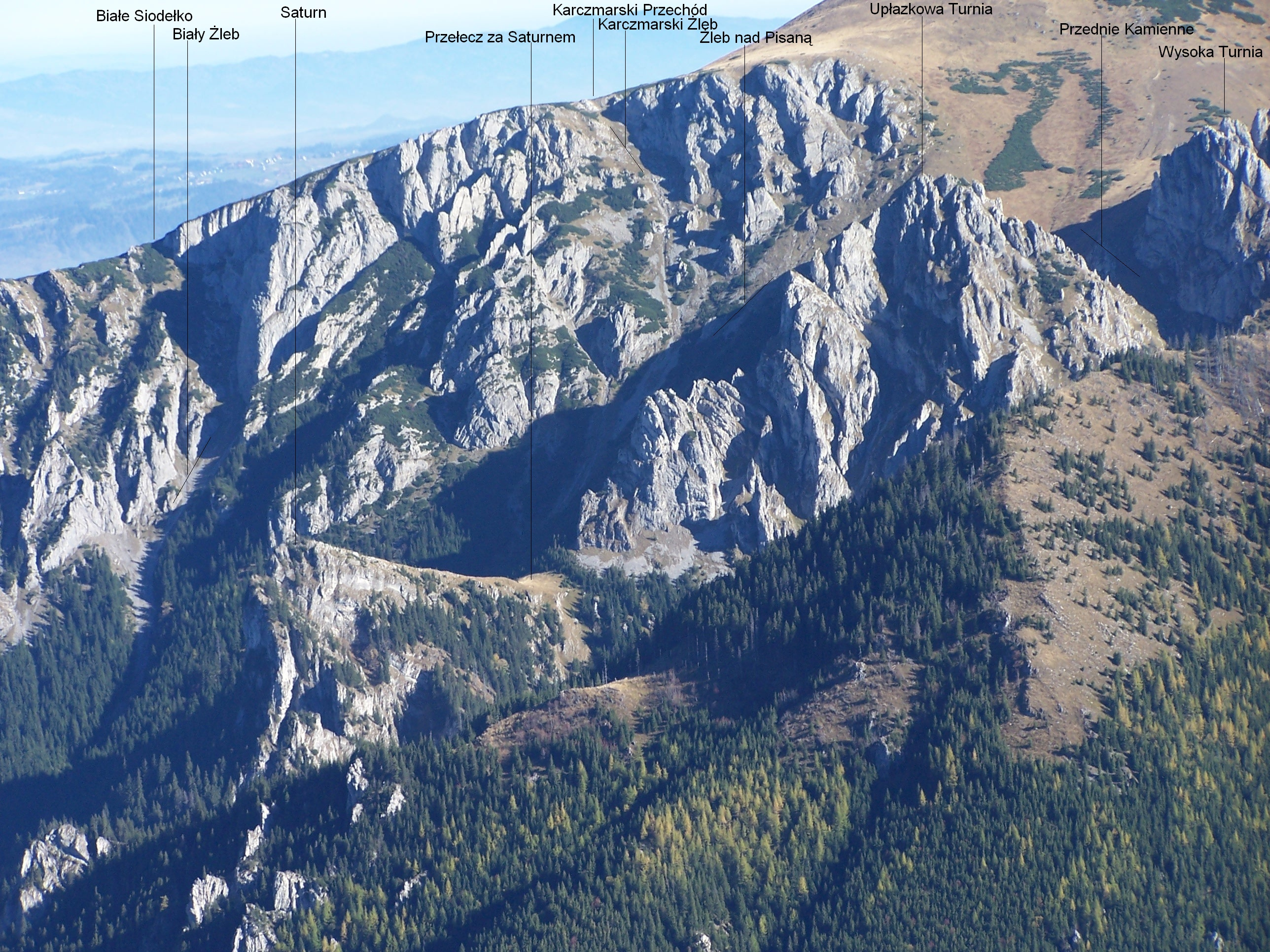
Widok z Ornaku na górną część Wąwozu Kraków

## Opis jaskini
Jaskinię stanowi wysoka, mała salka o pochyłym dnie do której prowadzi duży otwór wejściowy.

## Przyroda
W jaskini brak jest nacieków. Dno pokrywają rośliny kwiatowe i trawy, a na ścianach rosną porosty i mchy.

## Historia odkryć
Jaskinia była prawdopodobnie znana od dawna. Jej pierwszy plan i opis sporządziła I. Luty przy pomocy J. Iwanickiego (jr) w 1994 roku.